# Dingkana vitreifascia
Dingkana vitreifascia är en insektsart som beskrevs av Goding 1939. Dingkana vitreifascia ingår i släktet Dingkana och familjen hornstritar. Inga underarter finns listade i Catalogue of Life.